# Andrej Hieng
Andrej Hieng (* 17. Februar 1925 in Ljubljana, Königreich SHS; † 17. Januar 2000 in Ljubljana, Slowenien) war ein slowenischer Schriftsteller, Dramatiker, Drehbuchautor und Regisseur.

## Leben und Werk
Andrej Hieng wurde 1925 in Ljubljana geboren. Nach Absolvierung seiner Wehrpflicht studierte er von 1948 bis 1952 Regie an der Akademie der darstellenden Künste in Ljubljana. Als Regisseur und freischaffender Künstler arbeitete er in seiner Laufbahn in mehreren slowenischen Theaterhäusern, u. a. in Kranj, Celje und Ljubljana. Von 1983 bis 1988 übernahm er die künstlerische Leitung des Theaters in Celje, bevor er in derselben Funktion bis zu seinem Ruhestand an das Slowenische Nationaltheater in Ljubljana wechselte. Hieng hat zwei Töchter, die dem beruflichen Weg ihres Vaters folgen: Barbara Hieng Samobor als Regisseurin, Katarina Marinčič als Schriftstellerin. 1995 wurde er in die Slowenische Akademie der Wissenschaften und Künste aufgenommen.
Seine erste größere Veröffentlichung feierte Andrej Hieng gemeinsam mit Lojze Kovačič und Franček Bohanec 1954 mit dem Erzählband Novele (Novellen). Hieng reihte sich mit seinen beiden Kollegen in eine Generation jüngerer Schriftsteller ein, die dem von der jugoslawischen Obrigkeit geforderten Sozialistischen Realismus abschwor. Nach zwei eigenen Novellensammlungen folgte 1966 sein erster Roman Gozd in pečina (Wald und Felsen), für den er im Jahr darauf bereits den Preis der Prešeren-Stiftung erhielt. Ab Ende der Sechzigerjahre schrieb er auch dramaturgische Texte, die sowohl für die Aufführung auf der Theaterbühne als auch für Radio und Fernsehen adaptiert wurden. Während Hieng in seiner Prosa vorwiegend vereinsamte Menschen in den Mittelpunkt stellt, sind die Helden seiner Dramen eher außergewöhnlichen Standes: Eroberer, Heeresführer oder Künstler. Ein zentraler Bestandteil von Hiengs Werken ist dabei stets – unabhängig von ihrer Gattung – das Anprangern moralischer Probleme. Meist durch eigene Schuld schlittern seine Helden in eine ernsthafte Krise und müssen den Niedergang ihrer persönlichen Ideale verschmerzen. Dazu begibt sich Hieng mit seinem Fokus auf das Unterbewusste und Intime gekonnt auf das Gebiet der Psychoanalyse, was ihm sogar Vergleiche mit Ivan Cankar einbrachte. Von den Kritikern wird Hieng vor allem für den feinen Schliff seiner Text gelobt, weshalb er auch als einer der besten Stilisten der slowenischen Gegenwartsliteratur gilt. Er fügte der Rolle des Erzählers in der slowenischen Literatur neue Facetten hinzu, indem er diesen in einer objektiv wirkenden Erzählung Ereignisse plötzlich kommentieren oder gar, angelehnt an den Leser selbst, Fragen stellen lässt.
Als sein bekanntestes Werk kann der Roman Čudežni Feliks (1993, Der wundersame Felix) bezeichnet werden. Dieser spielt im Jahre 1937 im slowenischen ländlichen Milieu auf dem Anwesen der Familie Kalmus-Missia. Die 16-jährige, außerordentlich wissens- und sprachgewandte Hauptperson Felix zieht nach dem Tod seiner Mutter dort ein und wird Teil eines turbulenten Familiengeschehens. Weitere Schwierigkeiten ergeben sich durch die Entdeckung seiner jüdischen Abstammung. Im Roman bedient sich Hieng einer bunten Palette erzählerischer und stilistischer Kunstgriffe sowie Verfahren literarischer Mehrsprachigkeit. 1994 wurde Hieng für den Roman mit dem Kresnik-Preis ausgezeichnet, 2009 und 2022 wurde Čudežni Feliks zur Pflichtlektüre des Slowenisch-Abiturs bestimmt.
Hiengs literarische Werke wurden in zahlreiche Sprachen übersetzt, u. a. ins Englische, Französische, Russische, Serbische, Kroatische, Slowakische, Tschechische, Ungarische und Albanische. Übersetzungen ins Deutsche wurden bisher nur in Anthologien (ehemals) jugoslawischer Literatur und in den Radiogeschichten des Österreichischen Rundfunks (ORF) veröffentlicht. In den Sechzigerjahren erschienen zwei von Hiengs Filmen auch für das deutsche Publikum: Auf Flügeln aus Papier (1969; or. Na Papirnatih avionih, 1967) und Ein herrlicher Tag (1964; or. Tistega lepega dne, 1962). Für sein künstlerisches Opus wurde Hieng 1988 mit der wichtigsten künstlerischen Auszeichnung Sloweniens, dem Prešeren-Preis, ausgezeichnet. Außerdem erhielt er 1971 den Župančič-Preis für sein literarisches Schaffen. Hiengs Drama Osvajalec wurde 2009 unter der Regie von Dušan Jovanović im Rahmen der Woche des slowenischen Dramas mit dem Šeligo-Preis für die beste Inszenierung ausgezeichnet.

## Publikationen und Übersetzungen (Auswahl)

### Prosa
- Novele. 1954. (mit Franček Bohanec und Lojze Kovačič) Maribor: Obzorja
- Usodni rob. 1957. Maribor: Obzorja.
  - dt. Übersetzung der darin enthaltenen Kurzgeschichte Grob: Das Grab. Übersetzt von Milo Dor und Reinhard Federmann. In: Gerda Hagenau (Hg.): Moderne Erzähler der slawischen Völker. 1961. Oldenburg: Stalling Verlag.
  - dt. Übersetzung der darin enthaltenen Kurzgeschichte Ožbolt čuva otroka: Ožbolt der Kinderbeschützer. In: Milo Dor (Hg.): Ein Orden für Agil. Jugoslawien in Erzählungen seiner besten zeitgenössischen Autoren. 1965. Herrenalb/Schwarzw.: Erdmann.
- Planota: novele. 1961. Ljubljana: Cankarjeva založba.
- Gozd in pečina: roman. 1966. Ljubljana: Slovenska matica.
- Orfeum: poročilo o nekem gledališču. 1972. Maribor: Obzorja.
- Čarodej: roman. 1976. Ljubljana: Cankarjeva založba.
- Obnebje metuljev. 1980. Ljubljana: Mladinska knjiga.
- Čudežni Feliks: roman. 1993. Ljubljana: Mladinska knjiga.
- Sanja o razbitem avtobusu. Zgodnje novele avtorja. 1995. Ljubljana: Slovenska matica
  - dt. Übersetzung der darin enthaltenen Kurzgeschichte Žena na zvezdi: Die Frau auf dem Stern. Übersetzt von Janko Ferk. Wien: Radiogeschichten (ORF, Ö1) am 14. Mai 1997 und 19. Juli 2001, 11:40.

Dramen und Adaptionen für Radio und Fernsehen
- Cortesova vrnitev: radijska igra. 1969. Maribor: Obzorja
- Burleska o Grku: televizijska igra. 1969. Maribor: Obzorja.
- Gluhi mož na meji: televizijska igra. 1969. Maribor: Obzorja.
- Osvajalec: Tragikomedija v treh dejanjih. 1971. Maribor: Obzorja.
- Lažna Ivana: romantična komedija. 1973. Maribor: Obzorja.
- Izgubljeni sin: melodrama. 1976. Maribor: Obzorja.
- Pujski zlati: vesela igra z maškarado. Radijska igra. 1977. Ljubljana: Eigenverlag.
- Krvava ptica: Gesualdo da Venosa: radijska igra. 1979. Ljubljana: Radiotelevizija.
- Večer ženinov: igra z maškarado. 1979. Maribor: Obzorja.
- Dež v Piranu. Zgodba za televizijo. 1980. Ljubljana: Radiotelevizija.
- Možje na meji. 1980. Ljubljana: Mladinska knjiga.
- Mark in Antonij. 1983. Ljubljana: Radiotelevizija.
- Zakladi gospe Berte. 1983. Maribor: Obzorja.

### Spielfilme
- 1960: Sobota, njegov dan. (Regisseur)
- 1961: Balada o trobenti in oblaku. (Regieassistent)
- 1961: Nočni izlet. (Adaption)
- 1962: Tistega lepega dne. (Drehbuch, Regieassistent)
  - In deutscher Sprache: 1964: Ein herrlicher Tag.
- 1964: Ne joči Peter. (Co-Autor, Regieassistent)
- 1966: Amandus. (Drehbuch, Regieassistent)
- 1967: Zgodba, ki je ni. (Adaption)
- 1967: Na papirnatih avionih. (Buchvorlage)
  - In deutscher Sprache: 1969: Auf Flügeln aus Papier.
- 1969: Gluhi mož na meji. (Adaption)
- 1971: Mrtva ladja. (Adaption)
- 1973: Pastirci. (Adaption)
- 1974: Strah. (Adaption)
- 1975: Povest o dobrih ljudeh. (Drehbuch)
- 1978: Praznovanje pomladi. (Co-Autor)
  - In deutscher Sprache: 1980: Frühlingsstürme.
- 1978: Nori malar. (Drehbuch)
- 1983: Sin pogubljenega. (Drehbuch)
- 1984: Dež v Piranu. (Adaption)
- 1984: Dediščina. (Co-Autor)
- 1985: Mark in Antonij. (Adaption)
- 1989: Črna orhideja. (Drehbuch)

### Hörspiele in Deutschland
- 1968: Die Rückkehr des Cortez – Regie: Dusan Mauser, Borut Trekman (Hörspiel – HR/RB)
  - Auszeichnung: Nationaler Jugoslawischer Hörspielwettbewerb 1968 (1. Platz)
- 1981: Blutiger Vogel – Regie: Borut Trekman (Original-Hörspiel – NDR)
- 1983: Blutiger Vogel – Regie: Borut Trekman (Originalhörspiel – Rundfunk der DDR)
  - Auszeichnung: Beim Internationalen Hörspielwettbewerb in Barcelona 1981 erhielt die Originalfassung des Hörspiels den Premio ondas.